# Comunidade de cerca
Uma comunidade de cerca ou comunidade da linha de frente é um bairro imediatamente adjacente a uma empresa, base militar, centro industrial ou de serviços e é diretamente afetado pelo ruído, odores, emissões químicas, tráfego, estacionamento ou operações da empresa. Essas comunidades estão expostas a produtos químicos perigosos, altos níveis de poluição e degradação ambiental, juntamente com a ameaça de explosões químicas.
Muitas comunidades cercadas estão situadas em zonas de sacrifício que são desproporcionalmente habitadas por pessoas de cor, comunidades indígenas e trabalhadores pobres.

## Contexto
Como resultado da exposição a materiais e emissões perigosas, as comunidades cercadas apresentam taxas e riscos mais altos de câncer e problemas respiratórios. As comunidades cercadas também enfrentam problemas adicionais de saúde e socioeconômicos, como infraestrutura habitacional precária, falta de acesso a alimentos nutritivos e não tóxicos e taxas mais altas de doenças, juntamente com o aumento do estresse e dos desafios resultantes do desemprego, pobreza, crime e racismo. Eventos climáticos extremos induzidos por mudanças climáticas e desastres naturais colocam as comunidades cercadas em risco de alto nível de exposição a emissões tóxicas de explosões de instalações e vazamentos de produtos químicos.
As comunidades cercadas "temem que isso possa comprometer empregos e sobrevivência econômica" se organizarem para reduzir sua exposição a resíduos perigosos." Além disso, os residentes em comunidades cercadas geralmente não conseguem se mudar. Isso ocorre porque as grandes indústrias adjacentes às comunidades residenciais geralmente produzem efeitos que reduzem drasticamente o valor da propriedade dessas residências. Portanto, os moradores não conseguem vender suas casas por um valor que seja alto o suficiente para que possam comprar um imóvel em outro lugar.
Alguns exemplos de comunidades cercadas são:
- a comunidade African American Diamond em Norco, Louisiana, nos EUA. Essa comunidade vivia na cerca de uma fábrica da Shell;[13]
- a comunidade cigana da cidade de Ostrava, na República Checa vive em apartamentos construídos em cima de uma mina abandonada que emite metano.[14]

## Soluções
Exemplos de ações que podem minimizar o impacto negativo que uma empresa próxima tem em uma comunidade cercada incluem maior educação e compartilhamento de informações entre empresas e comunidades, melhores regulamentos de segurança, avaliações de impacto na saúde e maior monitoramento, relatórios e redução de emissões tóxicas.. As comunidades também devem se organizar contra empresas adjacentes e defendem seu padrão de vida. No entanto, as comunidades cercadas podem enfrentar barreiras ao fazê-lo, pois muitas vezes "não têm os recursos sociais ou financeiros para mitigar suas exposições".